# Rakvice
Rakvice är en ort i Tjeckien. Den ligger i regionen Södra Mähren, i den sydöstra delen av landet, 220 km sydost om huvudstaden Prag. Rakvice ligger 166 meter över havet och antalet invånare är 2 134.
Terrängen runt Rakvice är platt.Runt Rakvice är det ganska tätbefolkat, med 139 invånare per kvadratkilometer. Närmaste större samhälle är Břeclav, 12,1 km söder om Rakvice. Trakten runt Rakvice består till största delen av jordbruksmark.